# Henri Malin
Pour les articles homonymes, voir Malin.
Henri Malin, né le 9 mai 1912 à Chavannes-sur-Reyssouze et mort le 16 mars 2003 à Villeurbanne, est un combattant de la France libre, fait compagnon de la Libération en 1943.

## Biographie
Orphelin de père et de mère à six ans, il est pupille de la Nation, et élevé par ses grands-parents Félix Bérardet et Pauline-Céline Rongeat,. Sa mère décède à ses deux ans et son père est Mort pour la France, en octobre 2018. Il se destine au métier de boulanger.
En juin 1940, Il rejoint Londres. Il combat avec les Forces françaises libres notamment au Congo, en Égypte, en Libye et en Tunisie. Il combat en particulier au sein du 36e bataillon de chars de combat ainsi qu'au sein de la 2e DB.
Il participe à la guerre d'Indochine, puis reste dans l'armée jusqu'en 1962, qu'il quitte avec le grade de commandant.
Il est promu commandeur de la Légion d'honneur en 1987.
Il est inhumé au cimetière de Rillieux.